# Östraby
Östraby (på dansk Østerby ), er en landsby og sogn i Färs/Fers herred i Skåne.
Slaget ved Borst fandt sted uden for Østerby i 1644. 
1. ↑  Østdanske stednavne
2. ↑  Slaget vid Borst